# Лорцемпея
Лорцемпея — река в России, протекает в округе Вуктыл Республики Коми. Устье реки находится в 23 км по левому берегу реки Малый Паток. Длина реки составляет 38 км.
Река берёт начало на западных склонах Исследовательского хребта Приполярного Урала. Лорцемпея берёт начало на высоте 633 метра НУМ в 5 км к востоку от одноимённой горы (1361 м НУМ). Течёт по территории национального парка Югыд Ва.
Русло сильно извилистое, часто дробится на протоки, образует острова. Генеральное направление течения — запад, перед устьем поворачивает на север. Течение носит бурный, горный характер. Скорость течения на всём протяжении 1,3 — 1,5 м/с. Ширина реки в верховьях около 10 метров, в среднем течении около 20 метров, в нижнем течении около 35 метров.

## Данные водного реестра
По данным государственного водного реестра России относится к Двинско-Печорскому бассейновому округу, водохозяйственный участок реки — Печора от водомерного поста у посёлка Шердино до впадения реки Уса, речной подбассейн реки — бассейны притоков Печоры до впадения Усы. Речной бассейн реки — Печора.
Код объекта в государственном водном реестре — 03050100212103000062491.